# گمینا روسسوش
گمینا روسسوش (به لهستانی:  Gmina Rossosz) یک گمینا در لهستان است که در شهرستان بیاوا پودلاسکا واقع شده‌است. گمینا روسسوش ۷۶٫۱۲ کیلومتر مربع مساحت و ۲٬۳۳۱ نفر جمعیت دارد.